# Chiesa della Trinità dei Pellegrini
La chiesa della Trinità dei Pellegrini è una chiesa del centro storico di Lecce risalente alla fine del XVI secolo

## Storia
La chiesa è quanto rimane dell'Ospedale dei Pellegrini, costruito per volontà di Achille Marescallo nel 1589 e poi affidato alla Confraternita della SS. Trinità dei Pellegrini che vi svolse per lungo tempo le sue attività di assistenza. Nel 1833 la Confraternita della SS. Trinità passò alla Basilica di Santa Croce e cedette l'ospedale alla Confraternita del Nome di Dio che si stabilì nella chiesetta. Dal quel momento l'edificio venne anche denominato del Bambino, perché al di sopra del bastone priorale della Confraternita vi è raffigurato Gesù Bambino Incoronato. Nel corso dell'800 l'ospedale, perduta la sua originaria funzione, venne chiuso e trasformato in palazzo civile.

## Descrizione

### Esterno
L'edificio, di piccole dimensioni, presenta un prospetto squadrato e assai semplice: il portale, ora sormontato da un timpano triangolare, era un tempo concluso da un arco a sesto ribassato, come si intuisce dal filare di conci di pietra rimasto inglobato nella muratura. Al di sopra del portale una finestra di forma rettangolare consente l'illuminazione della chiesa dal prospetto principale, mentre ai lati si elevano due lesene sormontate da capitelli compositi.

### Interno
L'interno presenta un impianto ad un'unica navata e un presbiterio a terminazione piatta. Lo sviluppo longitudinale della navata è scandito in tre campate da piatte lesene sormontate da capitelli simili a quelli utilizzati nella facciata. Lungo il lato sinistro, tra la prima e la seconda campata, rimane la porta laterale che permetteva l'ingresso dall'ospedale e, al di sopra di questa, l'elegante coretto con parapetto mistilineo consentiva di affacciarsi sulla navata della chiesa direttamente dai locali dell'ospedale posti al piano superiore.
Nulla rimane oggi dell'arredo interno, tranne gli altari che adornano il lato destro e sinistro della navata a livello della terza campata e l'altare maggiore. Gli altari, tutti in pietra leccese e di gusto Tardo barocco, sono privati delle tele che un tempo li decoravano. Di pregevole fattura artistica è la statua dell'Immacolata (metà del XIX secolo) di Antonio Maccagnani, da qualche tempo trasferita nella chiesa parrocchiale di San Pio X.
Attualmente la chiesa è intitolata a San Nicola ed è concessa alla comunità di ortodossi della Sacra Arcidiocesi ortodossa d'Italia e Malta dipendente direttamente dal Patriarcato Ecumenico di Costantinopoli.